# Nibelungenviertel (Hürth)
Das Nibelungenviertel ist eine Siedlung im Hürther Stadtteil Hermülheim (bei Köln).

## Lage und Entwicklung
Das Nibelungenviertel liegt zwischen der Luxemburger Straße im Westen, der Rosellstraße im Süden, der Krankenhausstraße im Osten und dem Kiebitzweg im Norden, an der Grenze zu Efferen. Die Bebauung ist durch Einfamilienhäuser mit großen Gärten geprägt. Dabei wurden nur einstöckige oder zweistöckige Häuser erbaut, obwohl ein korrekter Bebauungsplan nicht vorlag. Die Siedlung wurde zwischen 1960 und 1970 erbaut. Den Namen bekam die Siedlung, weil die Straßen nach Personen der Nibelungensage benannt wurden. Der Name wird auch von der Stadtverwaltung offiziell verwendet.

## Straßennamen
Brunhildstraße, Etzelweg, Gernotstraße, Guntherstraße, Hagenstraße, Kriemhildstraße, Nibelungenstraße, Rheingoldstraße, Siegfriedstraße und Volkerstraße.

## Belege
1. ↑  Nibelungenviertel Keine Reihenhaussiedlung Kölner Stadt-Anzeiger
2. ↑  Entstehung des Nibelungenviertel im Ortsteil Hermülheim der Stadt Hürth
3. ↑  8. Januar 2015: Entwurf des Bebauungsplanes 007a liegt aus
4. ↑  Amtsblatt 2015, Seite 7

Koordinaten: 50° 53′ 6,2″ N, 6° 53′ 26,8″ O